# Olympische Jugend-Winterspiele 2012/Teilnehmer (Mongolei)
| Gelbes Symbol für Goldmedaillen mit stilisierten Olympischen Ringen | Graues Symbol für Silbermedaillen mit stilisierten Olympischen Ringen | Braundes Symbol für Bronzemedaillen mit stilisierten Olympischen Ringen |
| ------------------------------------------------------------------- | --------------------------------------------------------------------- | ----------------------------------------------------------------------- |
| —                                                                   | —                                                                     | —                                                                       |

Die Mongolei nahm an den Olympischen Jugend-Winterspielen 2012 in Innsbruck mit zwei Athleten in zwei Sportarten teil.

## Sportarten

### Eisschnelllauf
| Athleten              | Wettbewerb  | Durchgang 1 | Durchgang 2 | Gesamt      | Gesamt |
| Athleten              | Wettbewerb  | Zeit        | Zeit        | Zeit        | Rang   |
| --------------------- | ----------- | ----------- | ----------- | ----------- | ------ |
| Mädchen               |             |             |             |             |        |
| Enkh-Ariun Altantulga | 500 m       | 47,12 s     | 47,63 s     | 94,75 s     | 19     |
| Enkh-Ariun Altantulga | 3000 m      |             |             | 5:25,40 min | 14     |
| Enkh-Ariun Altantulga | Massenstart |             |             | 6:38,07 min | 20     |

### Skilanglauf
| Athleten          | Wettbewerb      | Qualifikation | Qualifikation | Viertelfinale      | Viertelfinale      | Halbfinale         | Halbfinale         | Finale             | Finale             |
| Athleten          | Wettbewerb      | Zeit          | Rang          | Zeit               | Rang               | Zeit               | Rang               | Zeit               | Rang               |
| ----------------- | --------------- | ------------- | ------------- | ------------------ | ------------------ | ------------------ | ------------------ | ------------------ | ------------------ |
| Jungen            |                 |               |               |                    |                    |                    |                    |                    |                    |
| Dandar Usukhbayar | 10 km klassisch |               |               |                    |                    |                    |                    | 37:16,0 min        | 42                 |
| Dandar Usukhbayar | Sprint          | 2:09,87 min   | 48            | nicht qualifiziert | nicht qualifiziert | nicht qualifiziert | nicht qualifiziert | nicht qualifiziert | nicht qualifiziert |